# Géographie de la Nouvelle-Aquitaine
Cet article fournit diverses informations sur la géographie de la Nouvelle-Aquitaine.
La Nouvelle-Aquitaine est une région du Grand Sud-Ouest français regroupant les départements de Charente, Charente-Maritime, Corrèze, Creuse, Dordogne, Gironde, Landes, Lot-et-Garonne, Pyrénées-Atlantiques, Deux-Sèvres, Vienne et Haute-Vienne. 

## Situation

### Géographie administrative et humaine
| \| Localisation de la Nouvelle-Aquitaine en France \| ESPAGNE Occitanie Auvergne-Rhône-Alpes Centre-Val de Loire Charente (16) Charente-Maritime (17) Dordogne (24) Gironde (33) Landes (40) Lot-et-Garonne (47) Pyrénées-Atlantiques (64) Deux-Sèvres (79) Vienne (86) Haute-Vienne (87) Creuse (23) Corrèze (19) Agen Angoulême La Rochelle Bordeaux Guéret Mont-de-Marsan Niort Pau Périgueux Poitiers Limoges Tulle |
| Localisation de la Nouvelle-Aquitaine en France |

### Géographie physique
| Pyrénées Massif central Massif armoricain Océan Atlantique Gironde La Charente La Garonne La Dordogne L'Adour La Sèvre Niortaise La Vienne Pic Palas Mont Bessou Marais poitevin Landes de Gascogne Bassin aquitain Bassin parisien Seuil du Poitou Archipel charentais |

### Limites
La région Nouvelle-Aquitaine est limitée par les Pays de la Loire au nord-ouest, le Centre-Val de Loire au nord, l’Auvergne-Rhône-Alpes à l’est, l'Occitanie au sud-est et par l’Espagne au sud. La région couvre une grande partie du Bassin aquitain et une petite portion du Bassin parisien (la limite entre les deux étant située au niveau du seuil du Poitou), ainsi que le plateau du Limousin (appartenant au Massif central) et la partie occidentale de la chaîne des Pyrénées. Elle s’inscrit dans cinq bassins hydrographiques tournés vers l’océan Atlantique : Loire, Charente, Garonne et Dordogne (et leur prolongement estuarien qu’est la Gironde), et Adour, fleuves nourriciers bordant des terres consacrées le plus souvent à la viticulture et à l’agriculture.

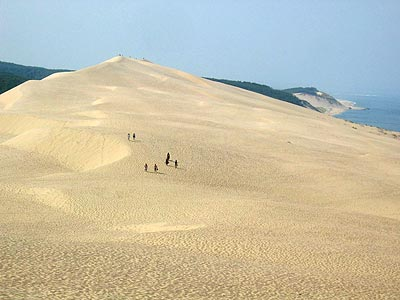
Culminant à 110 mètres, la dune du Pilat est la plus haute dune d'Europe.

La Nouvelle-Aquitaine compte également sur la présence d’une large façade maritime de près de 720 kilomètres ouverte sur l’océan Atlantique, allant de la réserve naturelle nationale de la Baie de l'Aiguillon et de l'estuaire de la Sèvre Niortaise (au nord de Charron) à celui de la Bidassoa (au sud d’Hendaye) et comprenant les îles de l’archipel charentais (îles de Ré, d’Oléron, d’Aix et Madame) ainsi que la vaste échancrure du bassin d'Arcachon. Ce territoire varié est le domaine de l’ostréiculture (huîtres de Marennes-Oléron et du bassin d’Arcachon), de la mytiliculture (moules de la baie de l’Aiguillon), et du tourisme, matérialisé par la présence de stations balnéaires réputées telles qu’Arcachon (côte d'Argent), Biarritz (côte basque) ou Royan (côte de Beauté). Sa partie nord (côtes charentaises et estuaire de la Gironde) est comprise dans le parc naturel marin de l'estuaire de la Gironde et de la mer des Pertuis, plus grand parc marin français.